# Sham
Sham je jméno hvězdy Alfa Sagittae v souhvězdí Šípu. Sham patří ke spektrální třídě G1II a má hvězdnou velikost +4,4m. Sham je vzdálen od Země 620 světelných let.